# Cypripedium acaule
Cypripedium acaule är en orkidéart som beskrevs av William Aiton. Cypripedium acaule ingår i släktet guckuskor, och familjen orkidéer. Inga underarter finns listade i Catalogue of Life.

## Bildgalleri

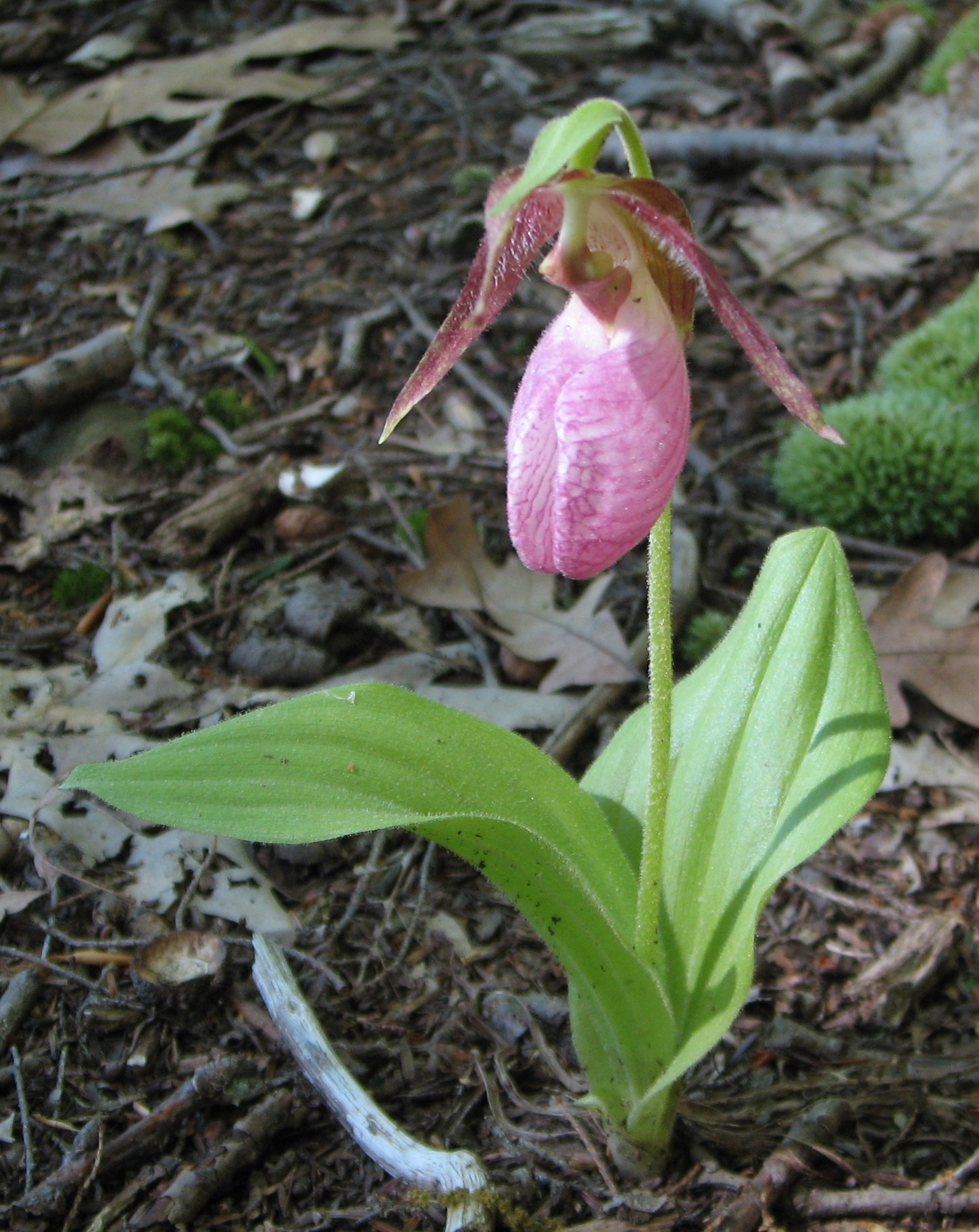
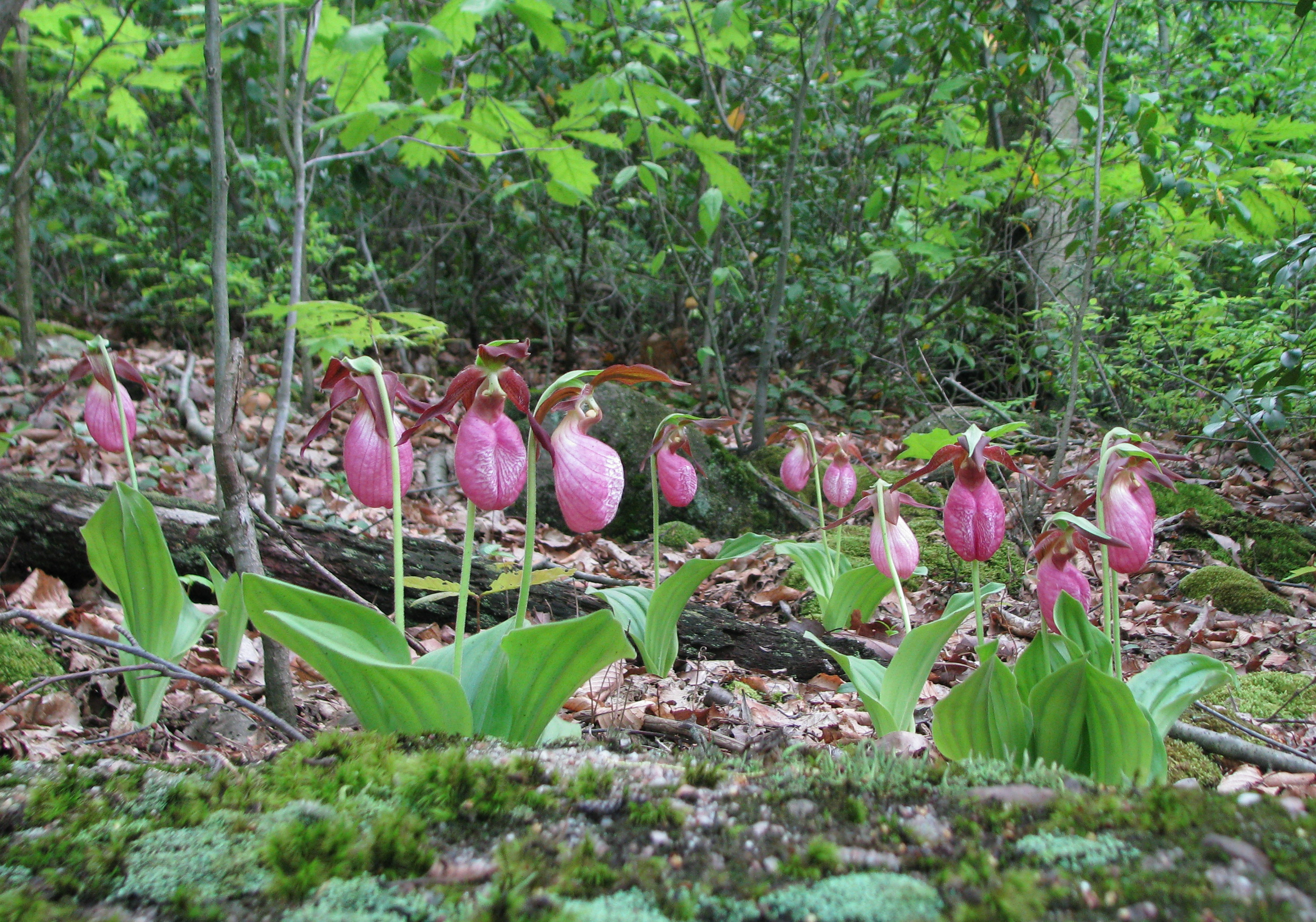
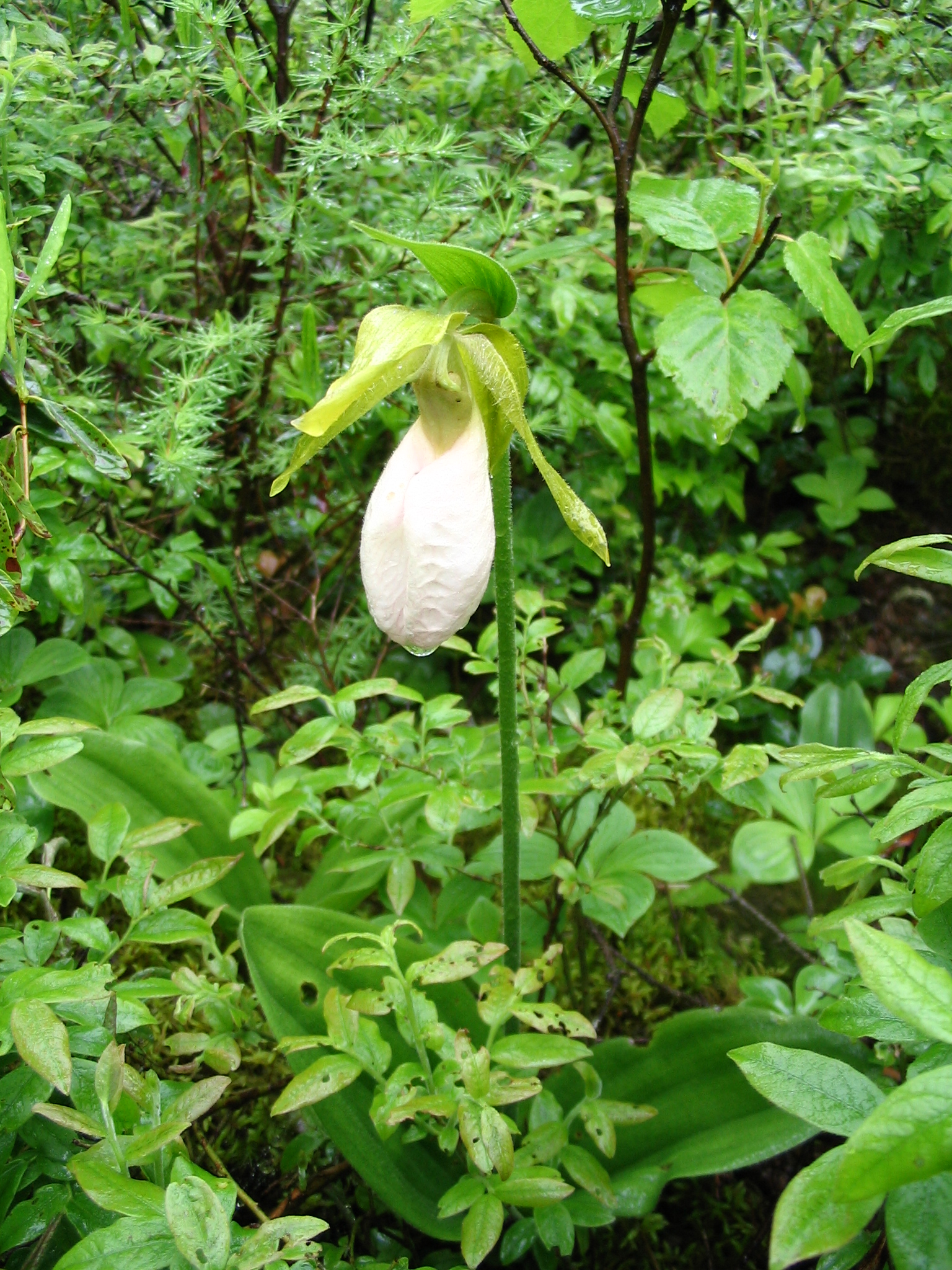
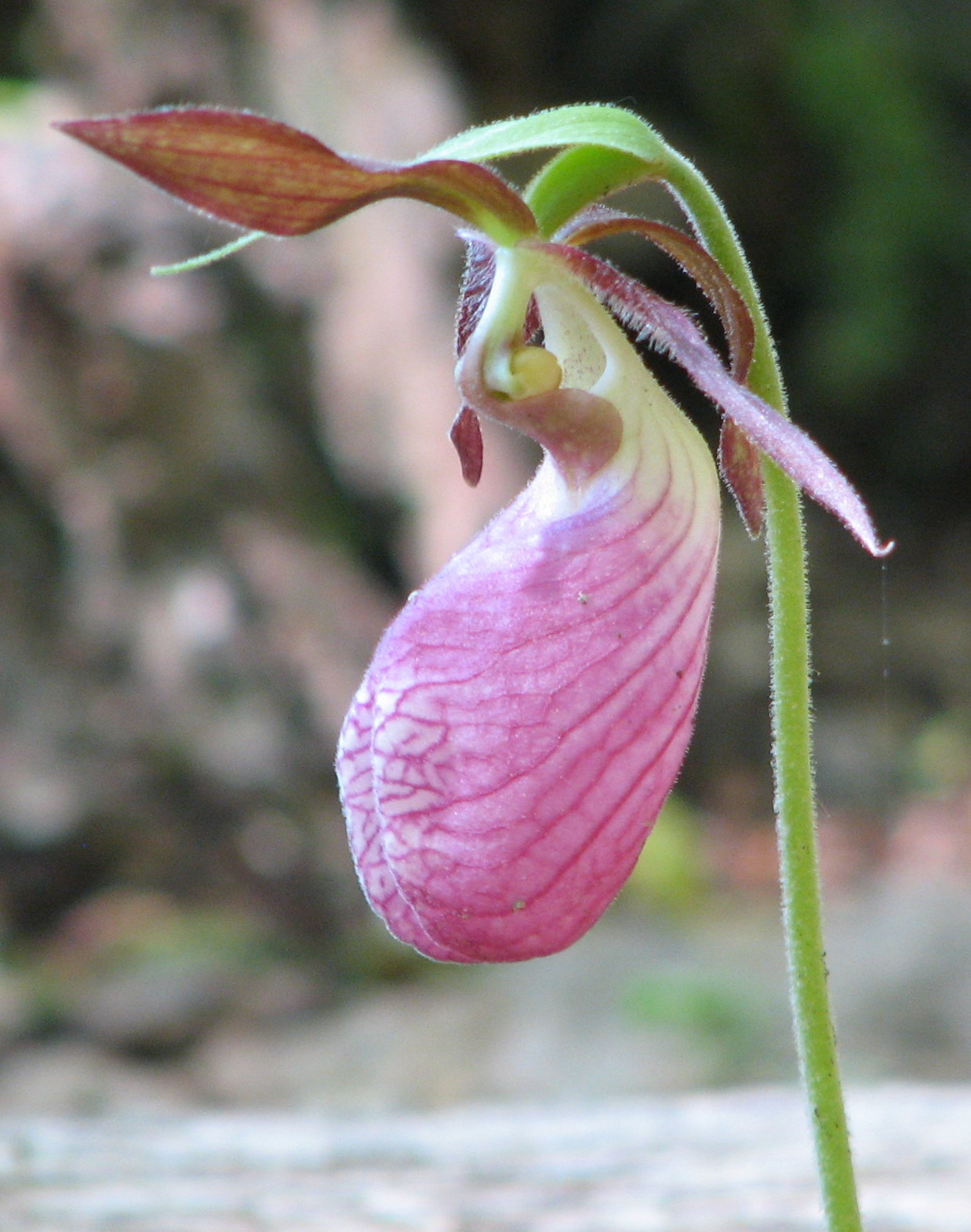
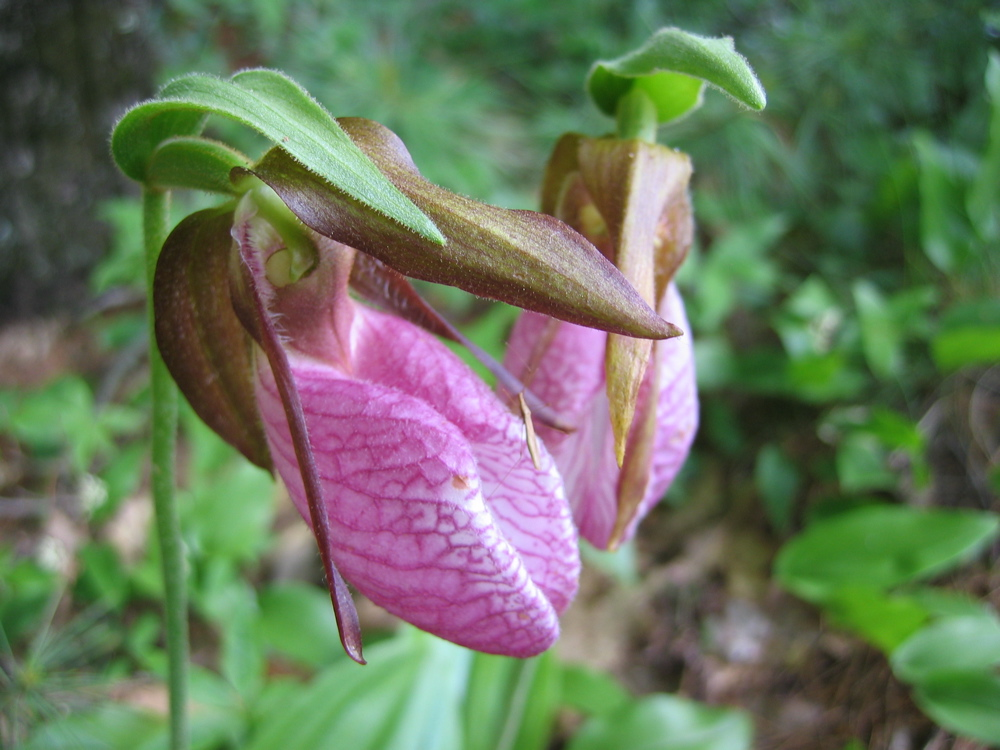
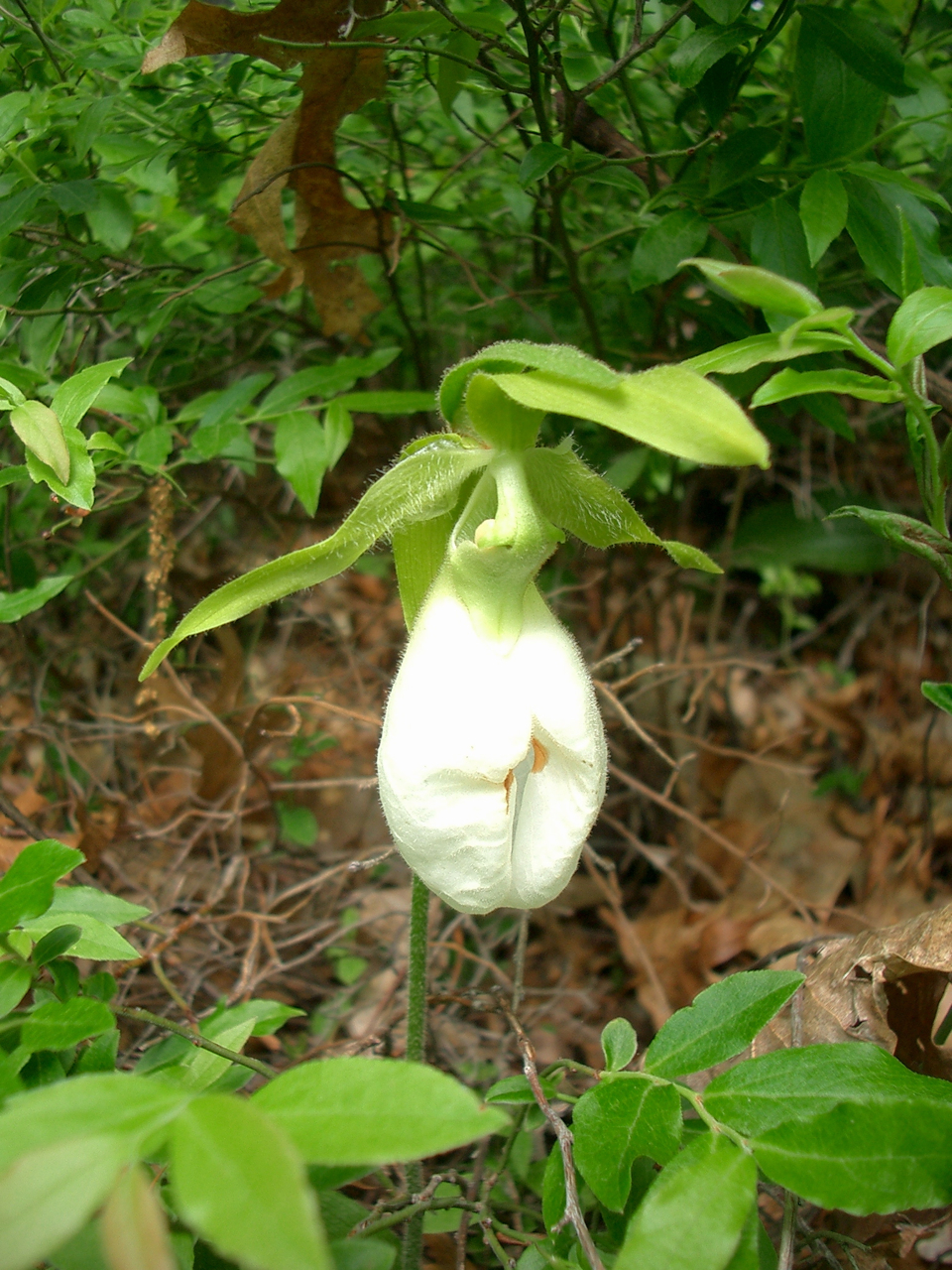